# Acuto
Acuto es una localidad y comune italiana de la provincia de Frosinone, región de Lacio, con 1.904 habitantes.

## Evolución demográfica
| Gráfica de evolución demográfica de Acuto entre 1861 y 2001 |
|                                                             |
| Fuente ISTAT - elaboración gráfica de Wikipedia             |

```
Su Significa En Otras Palabras Es Dios Ha Muerto
```